# Dendrocoelum spelaeum
Dendrocoelum spelaeum is een platworm (Platyhelminthes). De worm is tweeslachtig. De soort leeft in of nabij zoet water.
Het geslacht Dendrocoelum, waarin de platworm wordt geplaatst, wordt tot de familie Dendrocoelidae gerekend. De wetenschappelijke naam van de soort werd, als Dendrocoelides spelaea, voor het eerst geldig gepubliceerd in 1924 door Roman Kenk.